# Timkino
Timkino (Russisch: Тимкино) is een gehucht (selo) in het zuidoosten van de oeloes Nizjnekolymski in het noordoosten van de Russische autonome republiek Jakoetië. De plaats ligt aan de rechteroever (zuidzijde) van het riviertje Timkinskaja, vlak voor haar uitstroom in de Kolyma vanaf het zuiden. De plaats ligt op 120 kilometer van het oeloescentrum Tsjerski en 75 kilometer van het naslegcentrum Pochodsk (nasleg Pochodski). In 2001 telde het 4 inwoners.
Bestuurlijk centrum: Tsjerski

Ambartsjik · Androesjkino · Dve viski · Jermolovo · Kolymskoje · Krestovaja · Michalkino · Nizjnekolymsk · Petoesjki(†) · Pochodsk · Timkino · Tsjoekotsjja